# Desmos
Desmos est une calculatrice graphique avancée implémentée sous la forme d'une application web et d'une application mobile écrite en TypeScript et JavaScript.

## Histoire
Desmos a été fondée par Eli Luberoff, un double diplômé en mathématiques et en physique de l'université de Yale, et a été lancée en tant que startup lors de la conférence TechCrunch's Disrupt New York en 2011.